# Sito Rivera
Tomás de Aquino Rivera Amorós, meglio noto come Sito Rivera (Mataró, 15 marzo 1956) è un allenatore di calcio a 5 spagnolo.

## Carriera
Una lunga gavetta (più di 20 anni) lo porta a esordire in División de Honor nei primi anni del nuovo millennio.
Nel 2008, dopo un anno in Giappone, subentra al dimissionario Maurizio Deda sulla panchina del Napoli, fino a fine stagione. Subentra sulla panchina partenopea anche la stagione successiva, ancora una volta fino al termine del campionato.
Nel 2009 è nominato commissario tecnico della nazionale romena. Qualche mese dopo viene chiamato alla Luparense, con cui disputa la semifinale di Coppa UEFA.
Nel 2013, concluso il rapporto con la selezione romena, assume la guida della nazionale ungherese che allena per quattro anni.